# جوانا ترولوب
جوانا ترولوب (بالإنجليزية: Joanna Trollope)‏ (9 ديسمبر 1943 في المملكة المتحدة)؛ كاتِبة وروائية بريطانية. درست في كلية سانت هيو.

## روابط خارجية
- جوانا ترولوب على موقع IMDb (الإنجليزية)
- جوانا ترولوب على موقع ميوزك برينز (الإنجليزية)
- جوانا ترولوب على موقع قاعدة بيانات الفيلم (الإنجليزية)